# Scary Movie 5
Scary Movie 5 är en amerikansk skräck-parodi från 2013 i regi av Malcolm D. Lee och David Zucker.

## Om filmen
Filmen är en uppföljare till Scary Movie 4 och är en parodi på bland annat Black Swan och Apornas planet: (r)Evolution.